# John Keith Stanford
Pour les articles homonymes, voir Stanford.
John Keith Stanford OBE MC (1892-1971) est un militaire, écrivain et ornithologue britannique du XXe siècle. Il suit l'enseignement secondaire de la Rugby School et est étudiant du St John's College d'Oxford. En 1915, il se voit affecté au régiment Suffolk et, à partir de 1917, au Tank Corps. Il termine la  première Guerre mondiale au grade de capitaine. Nommé au service civil des Indes le 24 octobre 1919, il arrive en Inde le 24 décembre de la même année. En 1927, il épouse en secondes noces, Eleanor, née Davies.
Sa petite-fille Melissa Stanford est mariée à William Pleydell-Bouverie, 9e comte de  Radnor.

## Œuvres
Le catalogue de la Bodleian Library liste ainsi les œuvres de JK Stanford :
- The Twelfth (1944, rev. 1964 as The Twelfth and After: being the life and death of George Hysteron-Proteron)
- Far Ridges: a record of travel in north-eastern Burma 1938-9 (1946)
- The Awl-Birds (1949)
- Guns Wanted (1949)
- Bledgrave Hall (1950)
- Reverie of a Qu'Hai, & other Stories (1951)
- Last Chukker (1951)
- No Sportsman at All (1952)
- Full Moon at Sweatenham: a nightmare (1953)
- A Bewilderment of Birds (1954)
- British Friesians: A History of the Breed (1956)
- Fox Me: the story of a cub (1958)
- Jimmy Bundobust (1958)
- Death of a Vulpicide (1960)
- Ladies in the Sun: the Memsahibs' India, 1790–1860 (1962)
- Broken Lanterns (1962)
- And Some in Horses (1965)
- Tail of an Army (1966)
- A Keeper's Country (1968, re-issued 1989)
- The Complex Gun (1968)
- Partridge Shooting